# Дискретизация (обработка на сигнали)
Дискретизация е процесът на преобразуване на непрекъснат аналогов сигнал в сигнал с дискретни стойности. Дискретът представлява стойността на сигнала в даден момент от времето.

## Дискретизация в звукозаписа
В сферата на звукозаписа това означава, че първоначалният диапазон за техника калибрирана при 0dBu от 0V до 0.775V RMS е разделен на определен брой дискретни нива. Броят на нивата зависи от броя битове, използвани за запис на стойността на всяко едно ниво. При 16-битово квантуване възможните стойности са 65 536 на брой (216), а 24-битовото квантуване позволява 16 777 216 (224) нива. Важно е да се отбележи, че разликите в напрежението между две нива са равни, но разликите в dB които отговарят на тях не са, затова разликата между първоначалния сигнал и дигиталния се увеличава с намаляването на силата на сигнала. Същото измерване и закръгляване (квантуване) се извършва типично от 8000 пъти в секунда (достатъчно за качествено разпознаване на човешка реч) до 192 хиляди пъти в секунда. Този брой измервания се нарича „честота на дискретизация“ (sampling rate) и се отбелязва с единицата за честота Hz. Качеството на записа зависи от броя измервания, направени за една секунда и броя битове, използвани за запис на едно измерване.